# Възел
Вижте пояснителната страница за други значения на Възел.
Възелът е начин за съединяване на едно или повече парчета продълговат гъвкав материал като влакно, въже, лента, плат за привързване на обекти чрез наметки, примки, преплитания, кръстосвания, като целта е осигуряване на задържане. Възелът е едно от древните изобретения, като една от първите му употреби е изработката на примитивна каменна брадва. Възли се използват и при изработката на рибарски мрежи и капани, но стават наистина сложни с развитието на мореплаването, когато се използва за управление на платната при ветроходните кораби. Въпреки привидната безкрайност на видовете възли, те са краен брой като топологични преобразувания. Изучават се в област от математиката, наречен теория на възлите. Умението да се връзват възли е почти непознато на съвременния човек поради изчезналата необходимост. Възлите със специално предназначение се изучават на практика от алпинисти, такелажници (синоними: подкранов работник, прикачвач, сапанджия) и мореплаватели на ветроходни съдове. Имената на възлите са различни като произход, например „булин“ (bowline, англ.) или „моряшки възел“ се учи във водноспасителната служба. При завързване на връзки за обувки възелът е „двоен рифов с джувка“. Рибарите връзват кукичките с „ешафоден възел“, хирурзите правят шевовете с „хирургичен възел“.